# Vice-président de la république du Burundi
Le poste de vice-président de la république du Burundi est créé en juin 1998 avec l'entrée en vigueur de la Constitution transitoire.

## Période intérimaire (1998 – 2001)
Pierre Buyoya, qui avait déjà dirigé le pays de 1987 à 1993, prend le pouvoir en 1996 à la suite d'un coup d'État et, une fois institué président de la république du Burundi, le 11 juin 1998, nomme à la vice-présidence Frédéric Bamvuginyumvira (du Front pour la démocratie du Burundi) et Mathias Sinamenye de l'UPRONA. Conformément à la constitution de transition, le premier vice-président était chargé des affaires politiques et administratives, le deuxième des affaires économiques et sociales.

## Transition (2001 – 2005)
Un nouveau gouvernement de transition prend ses fonctions le 1er novembre 2001 avec Buyoya comme président de la République et Domitien Ndayizeye comme unique vice-président. Au terme de la période de transition de 18, Buyoya passe le pouvoir à Ndayizeye qui nomme Alphonse-Marie Kadege à la vice-présidence. Kadege est remplacé en novembre 2004 par Frédéric Ngenzebuhoro.

## Constitution de 2005
La nouvelle Constitution du Burundi, adoptée en référendum le 28 février 2005, prévoit deux postes de vice-président de la république du Burundi, un Hutu et un Tutsi, répartis comme sous la période intérimaire (affaires politiques et administratives d'un côté, économiques et sociales de l'autre). Les nominations doivent être approuvées par les deux chambres du Parlement.
Le 29 août 2006, le président Pierre Nkurunziza nomme Martin Nduwimana et Alice Nzomukunda, qui reçoivent l'aval du Parlement et sont immédiatement assermentés. Le 5 septembre 2006, Alice Nzomukunda démissionne de son poste de vice-présidente pour protester contre la fraude et les violations des droits de l'Homme. Elle est remplacée par Marina Barampama le 7 septembre. À la suite de querelles entre les pro-Nkurunziza et pro-Radjabu au sein des CNDD-FDD, Marina Barampama est remplacée le 12 février 2007 par Gabriel Ntisezerana.
Le 28 août 2010, le Sénat approuve les nominations de Thérence Sinunguruza et Gervais Rufyikiri aux postes de premier et deuxième vice-présidents.

## Constitution de 2018
La Constitution adoptée lors du référendum constitutionnel burundais de 2018 limite les postes de vice-présidents à un seul, toujours approuvé par le Parlement mais issu d'une ethnie et d'un parti politique différents de celui du président de la République.

## Liste
Légende (partis politiques)
- Front pour la démocratie du Burundi (FRODEBU)
- Union pour le progrès national (UPRONA)
- Conseil national pour la défense de la démocratie-Forces de défense de la démocratie (CNDD–FDD)

| Vice-président (dates naissance et mort)                | Image | Poste             | Poste             | Origine ethnique | Parti politique | Parti politique | Président            |
| Vice-président (dates naissance et mort)                | Image | Début             | Fin               | Origine ethnique | Parti politique | Parti politique | Président            |
| ------------------------------------------------------- | ----- | ----------------- | ----------------- | ---------------- | --------------- | --------------- | -------------------- |
| Frédéric Bamvuginyumvira (1961–) Premier vice-président |       | 11 juin 1998      | 1er novembre 2001 | Hutu             |                 | FRODEBU         | Buyoya               |
| Mathias Sinamenye Second Vice-président                 |       | 11 juin 1998      | 1er novembre 2001 | Tutsi            |                 | UPRONA          | Buyoya               |
| Domitien Ndayizeye (1953–) Vice-président               |       | 1er novembre 2001 | 30 avril 2003     | Hutu             |                 | FRODEBU         | Buyoya               |
| Alphonse-Marie Kadege Vice-président                    |       | 30 avril 2003     | 1er novembre 2004 | Tutsi            |                 | UPRONA          | Ndayizeye            |
| Frédéric Ngenzebuhoro Vice-président                    |       | 1er novembre 2004 | 29 août 2005      | Tutsi            |                 | UPRONA          | Ndayizeye Nkurunziza |
| Martin Nduwimana (1958–) Premier vice-président         |       | 29 août 2005      | 7 novembre 2007   | Tutsi            |                 | UPRONA          | Nkurunziza           |
| Alice Nzomukunda (1966–) Second vice-président          |       | 29 août 2005      | 5 septembre 2006  | Hutu             |                 | CNDD–FDD        | Nkurunziza           |
| Marina Barampama (1969–) Second vice-président          |       | 7 septembre 2006  | 8 février 2007    | Hutu             |                 | CNDD–FDD        | Nkurunziza           |
| Gabriel Ntisezerana Second vice-président               |       | 8 février 2007    | 28 août 2010      | Hutu             |                 | CNDD–FDD        | Nkurunziza           |
| Yves Sahinguvu (1949–) Premier vice-président           |       | 8 novembre 2007   | 28 août 2010      | Tutsi            |                 | UPRONA          | Nkurunziza           |
| Thérence Sinunguruza (1959–2020) Premier vice-président |       | 28 août 2010      | 20 août 2015      | Tutsi            |                 | UPRONA          | Nkurunziza           |
| Gervais Rufyikiri (1965–) Second vice-président         |       | 28 août 2010      | 20 août 2015      | Hutu             |                 | CNDD–FDD        | Nkurunziza           |
| Gaston Sindimwo Premier vice-président                  |       | 20 août 2015      | 24 juin 2020      | Tutsi            |                 | UPRONA          | Nkurunziza           |
| Joseph Butore Second vice-président                     |       | 20 août 2015      | 24 juin 2020      | Hutu             |                 | CNDD–FDD        | Nkurunziza           |
| Prosper Bazombanza Vice-président                       |       | 24 juin 2020      | en fonction       | Tutsi            |                 | UPRONA          | Ndayishimiye         |